# 全国高等学校野球選手権大会 (群馬県勢)
全国高等学校野球選手権大会における群馬県勢の成績について記す。

## 大会結果
| 大会                  | 代表校                                         | 試合結果                                       | 試合結果                                       | 成績                                           |
| --------------------- | ---------------------------------------------- | ---------------------------------------------- | ---------------------------------------------- | ---------------------------------------------- |
| 1925年（第11回大会）  | 前橋中（関東・初出場）                         | 1回戦                                          | ● 0 - 2 米子中                                 | 初戦敗退                                       |
| 1926年（第12回大会）  | 前橋中（北関東・2年連続2回目）                 | 2回戦                                          | ○ 6 - 1 第一神港商                             | ベスト8                                        |
| 1926年（第12回大会）  | 前橋中（北関東・2年連続2回目）                 | 準々決勝                                       | ● 5 - 6x 静岡中（延長19回）                    | ベスト8                                        |
| 1927年（第13回大会）  | 桐生中（北関東・初出場）                       | 2回戦                                          | ● 1 - 4 福岡中                                 | 初戦敗退                                       |
| 1928年（第14回大会）  | 前橋中（北関東・2年ぶり3回目）                 | 2回戦                                          | ● 7 - 12 台北工                                | 初戦敗退                                       |
| 1929年（第15回大会）  | 前橋商（北関東・初出場）                       | 1回戦                                          | ● 1 - 10 台北一中                              | 初戦敗退                                       |
| 1930年（第16回大会）  | 桐生中（北関東・3年ぶり2回目）                 | 2回戦                                          | ● 1 - 2x 平安中                                | 初戦敗退                                       |
| 1931年（第17回大会）  | 桐生中（北関東・2年連続3回目）                 | 2回戦                                          | ○ 2 - 0 福岡中                                 | ベスト8                                        |
| 1931年（第17回大会）  | 桐生中（北関東・2年連続3回目）                 | 準々決勝                                       | ● 0 - 3 松山商                                 | ベスト8                                        |
| 1932年（第18回大会）  | 高崎商（北関東・初出場）                       | 2回戦                                          | ● 0 - 5 中京商                                 | 初戦敗退                                       |
| 1934年（第20回大会）  | 桐生中（北関東・3年ぶり4回目）                 | 1回戦                                          | ○ 4x - 3 早稲田実                              | 2回戦                                          |
| 1934年（第20回大会）  | 桐生中（北関東・3年ぶり4回目）                 | 2回戦                                          | ● 0 - 8 呉港中                                 | 2回戦                                          |
| 1935年（第21回大会）  | 桐生中（北関東・2年連続5回目）                 | 2回戦                                          | ● 0 - 4 秋田商                                 | 初戦敗退                                       |
| 1936年（第22回大会）  | 桐生中（北関東・3年連続6回目）                 | 2回戦                                          | ○ 4 - 0 呉港中                                 | ベスト4                                        |
| 1936年（第22回大会）  | 桐生中（北関東・3年連続6回目）                 | 準々決勝                                       | ○ 3 - 1 京阪商                                 | ベスト4                                        |
| 1936年（第22回大会）  | 桐生中（北関東・3年連続6回目）                 | 準決勝                                         | ● 5 - 6 平安中                                 | ベスト4                                        |
| 1937年（第23回大会）  | 高崎商（北関東・5年ぶり2回目）                 | 1回戦                                          | ● 4 - 5 慶応商工                               | 初戦敗退                                       |
| 1938年（第24回大会）  | 高崎商（北関東・2年連続3回目）                 | 1回戦                                          | ○ 3 - 1 北海中                                 | ベスト4                                        |
| 1938年（第24回大会）  | 高崎商（北関東・2年連続3回目）                 | 2回戦                                          | ○ 5 - 0 坂出商                                 | ベスト4                                        |
| 1938年（第24回大会）  | 高崎商（北関東・2年連続3回目）                 | 準々決勝                                       | ○ 11 - 4 京阪商                                | ベスト4                                        |
| 1938年（第24回大会）  | 高崎商（北関東・2年連続3回目）                 | 準決勝                                         | ● 2 - 7 平安中                                 | ベスト4                                        |
| 1939年（第25回大会）  | 桐生中（北関東・3年ぶり7回目）                 | 1回戦                                          | ● 2 - 3 福岡工                                 | 初戦敗退                                       |
| 1940年（第26回大会）  | 高崎商（北関東・2年ぶり4回目）                 | 1回戦                                          | ○ 6 - 0 福岡中                                 | 2回戦                                          |
| 1940年（第26回大会）  | 高崎商（北関東・2年ぶり4回目）                 | 2回戦                                          | ● 1 - 3 日大三中                               | 2回戦                                          |
| 1946年（第28回大会）  | 桐生工（北関東・初出場）                       | 2回戦                                          | ● 1 - 2 京都二中                               | 初戦敗退                                       |
| 1947年（第29回大会）  | 桐生中（北関東・8年ぶり8回目）                 | 2回戦                                          | ● 0 - 3 小倉中                                 | 初戦敗退                                       |
| 1948年（第30回大会）  | 前橋（北関東・20年ぶり4回目）                  | 1回戦                                          | ● 3 - 5 函館工                                 | 初戦敗退                                       |
| 1951年（第33回大会）  | 桐生（北関東・4年ぶり9回目）                   | 1回戦                                          | ● 1 - 3 県和歌山商                             | 初戦敗退                                       |
| 1955年（第37回大会）  | 桐生（北関東・4年ぶり10回目）                  | 1回戦                                          | ○ 3 - 1 玉島                                   | 2回戦                                          |
| 1955年（第37回大会）  | 桐生（北関東・4年ぶり10回目）                  | 2回戦                                          | ● 4 - 10 日大三                                | 2回戦                                          |
| 1958年（第40回大会）  | 桐生（3年ぶり11回目）                          | 2回戦                                          | ○ 3 - 1 御所工                                 | 3回戦                                          |
| 1958年（第40回大会）  | 桐生（3年ぶり11回目）                          | 3回戦                                          | ● 0 - 3 魚津                                   | 3回戦                                          |
| 1960年（第42回大会）  | 桐生工（北関東・14年ぶり2回目）                | 1回戦                                          | ● 0 - 1 大宮（延長11回）                       | 初戦敗退                                       |
| 1963年（第45回大会）  | 桐生（5年ぶり12回目）                          | 1回戦                                          | ○ 1 - 0 米子南                                 | ベスト8                                        |
| 1963年（第45回大会）  | 桐生（5年ぶり12回目）                          | 2回戦                                          | ○ 5 - 0 新潟商                                 | ベスト8                                        |
| 1963年（第45回大会）  | 桐生（5年ぶり12回目）                          | 3回戦                                          | ○ 9 - 4 南部                                   | ベスト8                                        |
| 1963年（第45回大会）  | 桐生（5年ぶり12回目）                          | 準々決勝                                       | ● 1 - 2 下関商                                 | ベスト8                                        |
| 1966年（第48回大会）  | 桐生（北関東・3年ぶり13回目）                  | 1回戦                                          | ○ 3 - 1 広島商                                 | ベスト8                                        |
| 1966年（第48回大会）  | 桐生（北関東・3年ぶり13回目）                  | 2回戦                                          | ○ 10 - 1 北陽                                  | ベスト8                                        |
| 1966年（第48回大会）  | 桐生（北関東・3年ぶり13回目）                  | 準々決勝                                       | ● 2 - 4 中京商                                 | ベスト8                                        |
| 1968年（第50回大会）  | 前橋工（初出場）                               | 2回戦                                          | ● 0 - 6 智弁学園                               | 初戦敗退                                       |
| 1970年（第52回大会）  | 高崎商（北関東・30年ぶり5回目）                | 1回戦                                          | ● 6 - 7x 東邦（延長13回）                      | 初戦敗退                                       |
| 1971年（第53回大会）  | 高崎商（北関東・2年連続6回目）                 | 1回戦                                          | ● 1 - 4 海星                                   | 初戦敗退                                       |
| 1973年（第55回大会）  | 前橋工（5年ぶり2回目）                         | 2回戦                                          | ● 0 - 8 福井商                                 | 初戦敗退                                       |
| 1974年（第56回大会）  | 前橋工（北関東・2年連続3回目）                 | 2回戦                                          | ○ 8 - 1 玉島商                                 | ベスト4                                        |
| 1974年（第56回大会）  | 前橋工（北関東・2年連続3回目）                 | 3回戦                                          | ○ 2 - 0 佐伯鶴城                               | ベスト4                                        |
| 1974年（第56回大会）  | 前橋工（北関東・2年連続3回目）                 | 準々決勝                                       | ○ 1 - 0 静岡商                                 | ベスト4                                        |
| 1974年（第56回大会）  | 前橋工（北関東・2年連続3回目）                 | 準決勝                                         | ● 0 - 6 銚子商                                 | ベスト4                                        |
| 1977年（第59回大会）  | 高崎商（北関東・6年ぶり7回目）                 | 1回戦                                          | ○ 10 - 2 能代                                  | 2回戦                                          |
| 1977年（第59回大会）  | 高崎商（北関東・6年ぶり7回目）                 | 2回戦                                          | ● 0 - 6 広島商                                 | 2回戦                                          |
| 1978年（第60回大会）  | 桐生（12年ぶり14回目）                         | 1回戦                                          | ○ 18 - 0 膳所                                  | 2回戦                                          |
| 1978年（第60回大会）  | 桐生（12年ぶり14回目）                         | 2回戦                                          | ● 0 - 3 県岐阜商                               | 2回戦                                          |
| 1979年（第61回大会）  | 前橋工（5年ぶり4回目）                         | 1回戦                                          | ○ 4 - 3 中部工                                 | 3回戦                                          |
| 1979年（第61回大会）  | 前橋工（5年ぶり4回目）                         | 2回戦                                          | ○ 5 - 3 明野                                   | 3回戦                                          |
| 1979年（第61回大会）  | 前橋工（5年ぶり4回目）                         | 3回戦                                          | ● 1 - 6 比叡山                                 | 3回戦                                          |
| 1980年（第62回大会）  | 前橋工（2年連続5回目）                         | 2回戦                                          | ● 3 - 4x 鳴門（延長12回）                      | 初戦敗退                                       |
| 1981年（第63回大会）  | 前橋工（3年連続6回目）                         | 2回戦                                          | ● 4 - 5x 京都商                                | 初戦敗退                                       |
| 1982年（第64回大会）  | 東農大二（初出場）                             | 1回戦                                          | ○ 7 - 2 川之江                                 | 2回戦                                          |
| 1982年（第64回大会）  | 東農大二（初出場）                             | 2回戦                                          | ● 1 - 5 佐賀商                                 | 2回戦                                          |
| 1983年（第65回大会）  | 太田工（初出場）                               | 1回戦                                          | ● 1 - 8 池田                                   | 初戦敗退                                       |
| 1984年（第66回大会）  | 高崎商（7年ぶり8回目）                         | 1回戦                                          | ● 1 - 3 鎮西                                   | 初戦敗退                                       |
| 1985年（第67回大会）  | 東農大二（3年ぶり2回目）                       | 1回戦                                          | ○ 2x - 1 智弁学園（延長10回）                  | 3回戦                                          |
| 1985年（第67回大会）  | 東農大二（3年ぶり2回目）                       | 2回戦                                          | ○ 9 - 1 熊本西                                 | 3回戦                                          |
| 1985年（第67回大会）  | 東農大二（3年ぶり2回目）                       | 3回戦                                          | ● 5 - 8 宇部商                                 | 3回戦                                          |
| 1986年（第68回大会）  | 前橋商（57年ぶり2回目）                        | 1回戦                                          | ○ 1 - 0 浜田商                                 | 3回戦                                          |
| 1986年（第68回大会）  | 前橋商（57年ぶり2回目）                        | 2回戦                                          | ○ 3 - 1 東海大四                               | 3回戦                                          |
| 1986年（第68回大会）  | 前橋商（57年ぶり2回目）                        | 3回戦                                          | ● 3 - 11 鹿児島商                              | 3回戦                                          |
| 1987年（第69回大会）  | 中央（初出場）                                 | 1回戦                                          | ● 2 - 7 PL学園                                 | 初戦敗退                                       |
| 1988年（第70回大会）  | 高崎商（4年ぶり9回目）                         | 1回戦                                          | ● 4 - 7 京都西                                 | 初戦敗退                                       |
| 1989年（第71回大会）  | 東農大二（4年ぶり3回目）                       | 1回戦                                          | ○ 10 - 6 日向                                  | 2回戦                                          |
| 1989年（第71回大会）  | 東農大二（4年ぶり3回目）                       | 2回戦                                          | ● 2 - 6 智弁学園                               | 2回戦                                          |
| 1990年（第72回大会）  | 高崎商（2年ぶり10回目）                        | 1回戦                                          | ● 1 - 7 沖縄水産                               | 初戦敗退                                       |
| 1991年（第73回大会）  | 樹徳（初出場）                                 | 2回戦                                          | ● 3 - 11 大阪桐蔭                              | 初戦敗退                                       |
| 1992年（第74回大会）  | 樹徳（2年連続2回目）                           | 1回戦                                          | ○ 8 - 1 近江                                   | 2回戦                                          |
| 1992年（第74回大会）  | 樹徳（2年連続2回目）                           | 2回戦                                          | ● 2 - 3x 天理                                  | 2回戦                                          |
| 1993年（第75回大会）  | 桐生第一（初出場）                             | 1回戦                                          | ○ 4 - 2 光                                     | 3回戦                                          |
| 1993年（第75回大会）  | 桐生第一（初出場）                             | 2回戦                                          | ○ 7 - 2 宇和島東                               | 3回戦                                          |
| 1993年（第75回大会）  | 桐生第一（初出場）                             | 3回戦                                          | ● 6 - 11 市船橋                                | 3回戦                                          |
| 1994年（第76回大会）  | 東農大二（5年ぶり4回目）                       | 1回戦                                          | ○ 12 - 4 延岡学園                              | 2回戦                                          |
| 1994年（第76回大会）  | 東農大二（5年ぶり4回目）                       | 2回戦                                          | ● 2 - 3 創価                                   | 2回戦                                          |
| 1995年（第77回大会）  | 桐生第一（2年ぶり2回目）                       | 1回戦                                          | ● 2 - 3 城北（延長11回）                       | 初戦敗退                                       |
| 1996年（第78回大会）  | 前橋工（15年ぶり7回目）                        | 2回戦                                          | ○ 1x - 0 前原                                  | ベスト4                                        |
| 1996年（第78回大会）  | 前橋工（15年ぶり7回目）                        | 3回戦                                          | ○ 4 - 3 金沢                                   | ベスト4                                        |
| 1996年（第78回大会）  | 前橋工（15年ぶり7回目）                        | 準々決勝                                       | ○ 2 - 1 海星                                   | ベスト4                                        |
| 1996年（第78回大会）  | 前橋工（15年ぶり7回目）                        | 準決勝                                         | ● 2 - 3 熊本工                                 | ベスト4                                        |
| 1997年（第79回大会）  | 前橋工（2年連続8回目）                         | 2回戦                                          | ○ 8 - 4 丸亀城西                               | ベスト4                                        |
| 1997年（第79回大会）  | 前橋工（2年連続8回目）                         | 3回戦                                          | ○ 6 - 1 智弁学園                               | ベスト4                                        |
| 1997年（第79回大会）  | 前橋工（2年連続8回目）                         | 準々決勝                                       | ○ 5x - 4 敦賀気比（延長10回）                  | ベスト4                                        |
| 1997年（第79回大会）  | 前橋工（2年連続8回目）                         | 準決勝                                         | ● 0 - 3 平安                                   | ベスト4                                        |
| 1998年（第80回大会）  | 桐生第一（3年ぶり3回目）                       | 1回戦                                          | ● 5 - 6x 明徳義塾（延長10回）                  | 初戦敗退                                       |
| 1999年（第81回大会）  | 桐生第一（2年連続4回目）                       | 1回戦                                          | ○ 2 - 0 比叡山                                 | 優勝                                           |
| 1999年（第81回大会）  | 桐生第一（2年連続4回目）                       | 2回戦                                          | ○ 11 - 2 仙台育英                              | 優勝                                           |
| 1999年（第81回大会）  | 桐生第一（2年連続4回目）                       | 3回戦                                          | ○ 4 - 3 静岡                                   | 優勝                                           |
| 1999年（第81回大会）  | 桐生第一（2年連続4回目）                       | 準々決勝                                       | ○ 4 - 0 桐蔭学園                               | 優勝                                           |
| 1999年（第81回大会）  | 桐生第一（2年連続4回目）                       | 準決勝                                         | ○ 2 - 0 樟南                                   | 優勝                                           |
| 1999年（第81回大会）  | 桐生第一（2年連続4回目）                       | 決勝                                           | ○ 14 - 1 岡山理大付                            | 優勝                                           |
| 2000年（第82回大会）  | 桐生第一（3年連続5回目）                       | 2回戦                                          | ● 1 - 5 鳥羽                                   | 初戦敗退                                       |
| 2001年（第83回大会）  | 前橋工（4年ぶり9回目）                         | 1回戦                                          | ○ 7 - 6 福井商                                 | 2回戦                                          |
| 2001年（第83回大会）  | 前橋工（4年ぶり9回目）                         | 2回戦                                          | ● 0 - 3 智弁学園                               | 2回戦                                          |
| 2002年（第84回大会）  | 桐生市商（初出場）                             | 2回戦                                          | ● 3 - 8 遊学館                                 | 初戦敗退                                       |
| 2003年（第85回大会）  | 桐生第一（3年ぶり6回目）                       | 1回戦                                          | ○ 9 - 2 神港学園                               | ベスト4                                        |
| 2003年（第85回大会）  | 桐生第一（3年ぶり6回目）                       | 2回戦                                          | ○ 3 - 2 樟南                                   | ベスト4                                        |
| 2003年（第85回大会）  | 桐生第一（3年ぶり6回目）                       | 3回戦                                          | ○ 6 - 5 小松島                                 | ベスト4                                        |
| 2003年（第85回大会）  | 桐生第一（3年ぶり6回目）                       | 準々決勝                                       | ○ 5 - 4 岩国                                   | ベスト4                                        |
| 2003年（第85回大会）  | 桐生第一（3年ぶり6回目）                       | 準決勝                                         | ● 2 - 6 常総学院                               | ベスト4                                        |
| 2004年（第86回大会）  | 桐生第一（2年連続7回目）                       | 1回戦                                          | ● 9 - 15 岡山理大付                            | 初戦敗退                                       |
| 2005年（第87回大会）  | 前橋商（19年ぶり3回目）                        | 2回戦                                          | ○ 5 - 3 熊本工                                 | 3回戦                                          |
| 2005年（第87回大会）  | 前橋商（19年ぶり3回目）                        | 3回戦                                          | ● 6 - 9 日大三                                 | 3回戦                                          |
| 2006年（第88回大会）  | 桐生第一（2年ぶり8回目）                       | 2回戦                                          | ○ 6 - 5 佐賀商                                 | 3回戦                                          |
| 2006年（第88回大会）  | 桐生第一（2年ぶり8回目）                       | 3回戦                                          | ● 2 - 5 東洋大姫路                             | 3回戦                                          |
| 2007年（第89回大会）  | 前橋商（2年ぶり4回目）                         | 2回戦                                          | ○ 2 - 1 浦和学院                               | 3回戦                                          |
| 2007年（第89回大会）  | 前橋商（2年ぶり4回目）                         | 3回戦                                          | ● 2 - 5 佐賀北                                 | 3回戦                                          |
| 2008年（第90回大会）  | 桐生第一（2年ぶり9回目）                       | 1回戦                                          | ● 1 - 6 金沢                                   | 初戦敗退                                       |
| 2009年（第91回大会）  | 東農大二（15年ぶり5回目）                      | 2回戦                                          | ○ 2 - 1 青森山田（延長10回）                   | 3回戦                                          |
| 2009年（第91回大会）  | 東農大二（15年ぶり5回目）                      | 3回戦                                          | ● 2 - 4 立正大淞南                             | 3回戦                                          |
| 2010年（第92回大会）  | 前橋商（3年ぶり5回目）                         | 1回戦                                          | ○ 3 - 0 宇和島東                               | 2回戦                                          |
| 2010年（第92回大会）  | 前橋商（3年ぶり5回目）                         | 2回戦                                          | ● 3 - 9 北大津                                 | 2回戦                                          |
| 2011年（第93回大会）  | 健大高崎（初出場）                             | 1回戦                                          | ○ 7 - 6 今治西                                 | 2回戦                                          |
| 2011年（第93回大会）  | 健大高崎（初出場）                             | 2回戦                                          | ● 5 - 6x 横浜（延長10回）                      | 2回戦                                          |
| 2012年（第94回大会）  | 高崎商（22年ぶり11回目）                       | 1回戦                                          | ● 0 - 6 浦和学院                               | 初戦敗退                                       |
| 2013年（第95回大会）  | 前橋育英（初出場）                             | 1回戦                                          | ○ 1 - 0 岩国商                                 | 優勝                                           |
| 2013年（第95回大会）  | 前橋育英（初出場）                             | 2回戦                                          | ○ 1 - 0 樟南                                   | 優勝                                           |
| 2013年（第95回大会）  | 前橋育英（初出場）                             | 3回戦                                          | ○ 7 - 1 横浜                                   | 優勝                                           |
| 2013年（第95回大会）  | 前橋育英（初出場）                             | 準々決勝                                       | ○ 3x - 2 常総学院（延長10回）                  | 優勝                                           |
| 2013年（第95回大会）  | 前橋育英（初出場）                             | 準決勝                                         | ○ 4 - 1 日大山形                               | 優勝                                           |
| 2013年（第95回大会）  | 前橋育英（初出場）                             | 決勝                                           | ○ 4 - 3 延岡学園                               | 優勝                                           |
| 2014年（第96回大会）  | 健大高崎（3年ぶり2回目）                       | 1回戦                                          | ○ 5 - 3 岩国                                   | ベスト8                                        |
| 2014年（第96回大会）  | 健大高崎（3年ぶり2回目）                       | 2回戦                                          | ○ 10 - 0 利府                                  | ベスト8                                        |
| 2014年（第96回大会）  | 健大高崎（3年ぶり2回目）                       | 3回戦                                          | ○ 8 - 3 山形中央                               | ベスト8                                        |
| 2014年（第96回大会）  | 健大高崎（3年ぶり2回目）                       | 準々決勝                                       | ● 2 - 5 大阪桐蔭                               | ベスト8                                        |
| 2015年（第97回大会）  | 健大高崎（2年連続3回目）                       | 1回戦                                          | ○ 10 - 4 寒川                                  | 3回戦                                          |
| 2015年（第97回大会）  | 健大高崎（2年連続3回目）                       | 2回戦                                          | ○ 8 - 3 創成館                                 | 3回戦                                          |
| 2015年（第97回大会）  | 健大高崎（2年連続3回目）                       | 3回戦                                          | ● 3 - 4 秋田商（延長10回）                     | 3回戦                                          |
| 2016年（第98回大会）  | 前橋育英（3年ぶり2回目）                       | 2回戦                                          | ● 3 - 10 嘉手納                                | 初戦敗退                                       |
| 2017年（第99回大会）  | 前橋育英（2年連続3回目）                       | 1回戦                                          | ○ 12 - 5 山梨学院                              | 3回戦                                          |
| 2017年（第99回大会）  | 前橋育英（2年連続3回目）                       | 2回戦                                          | ○ 3 - 1 明徳義塾                               | 3回戦                                          |
| 2017年（第99回大会）  | 前橋育英（2年連続3回目）                       | 3回戦                                          | ● 4 - 10 花咲徳栄                              | 3回戦                                          |
| 2018年（第100回大会） | 前橋育英（3年連続4回目）                       | 1回戦                                          | ○ 2 - 0 近大付                                 | 2回戦                                          |
| 2018年（第100回大会） | 前橋育英（3年連続4回目）                       | 2回戦                                          | ● 3 - 4x 近江                                  | 2回戦                                          |
| 2019年（第101回大会） | 前橋育英（4年連続5回目）                       | 1回戦                                          | ● 5 - 7 国学院久我山                           | 初戦敗退                                       |
| 2020年（第102回大会） | （新型コロナウイルス感染症流行による大会中止） | （新型コロナウイルス感染症流行による大会中止） | （新型コロナウイルス感染症流行による大会中止） | （新型コロナウイルス感染症流行による大会中止） |
| 2021年（第103回大会） | 前橋育英（5大会連続6回目）                     | 2回戦                                          | ● 0 - 1 京都国際\|\|初戦敗退                   |                                                |
| 2022年（第104回大会） | 樹徳（30年ぶり3回目）                          | 1回戦                                          | ● 3 - 7 明豊                                   | 初戦敗退                                       |
| 2023年（第105回大会） | 前橋商（13年ぶり6回目）                        | 1回戦                                          | ● 1 - 7 クラーク国際                           | 初戦敗退                                       |
| 2024年（第106回大会） | 健大高崎（9年ぶり4回目）                       | 1回戦                                          | ○ 1 - 0 英明                                   | 2回戦                                          |
| 2024年（第106回大会） | 健大高崎（9年ぶり4回目）                       | 2回戦                                          | ● 1 - 2 智弁学園                               | 2回戦                                          |
| 2025年（第107回大会） | 健大高崎（2年連続5回目）                       | 2回戦                                          | ● 3 - 6 京都国際                               | 初戦敗退                                       |

## 通算成績
| 出場 | 試合 | 勝利 | 敗戦 | 引分 | 勝率 | 優勝 | 準優勝 | ベスト4 | ベスト8 |
| ---- | ---- | ---- | ---- | ---- | ---- | ---- | ------ | ------- | ------- |
| 77   | 146  | 71   | 75   | 0    | .486 | 2    | 0      | 6       | 5       |

## 学校別成績
| 校名     | 出場 | 勝敗     | 直近出場 | 最高成績 | 前身校 |
| -------- | ---- | -------- | -------- | -------- | ------ |
| 桐生     | 14回 | 12勝14敗 | 1978年   | ベスト4  | 桐生中 |
| 高崎商   | 11回 | 5勝11敗  | 2012年   | ベスト4  |        |
| 桐生第一 | 9回  | 13勝8敗  | 2008年   | 優勝1回  |        |
| 前橋工   | 9回  | 12勝9敗  | 2001年   | ベスト4  |        |
| 前橋育英 | 6回  | 9勝5敗   | 2021年   | 優勝1回  |        |
| 前橋商   | 6回  | 5勝6敗   | 2023年   | 3回戦    |        |
| 健大高崎 | 5回  | 7勝5敗   | 2025年   | ベスト8  |        |
| 東農大二 | 5回  | 6勝5敗   | 2009年   | 3回戦    |        |
| 前橋     | 4回  | 1勝4敗   | 1948年   | ベスト8  | 前橋中 |
| 樹徳     | 3回  | 1勝3敗   | 2022年   | 2回戦    |        |
| 桐生工   | 2回  | 0勝2敗   | 1960年   | 初戦敗退 |        |
| 太田工   | 1回  | 0勝1敗   | 1983年   | 初戦敗退 |        |
| 中央中等 | 1回  | 0勝1敗   | 1987年   | 初戦敗退 | 中央   |
| 桐生市商 | 1回  | 0勝1敗   | 2002年   | 初戦敗退 |        |